# Verbascum varciorovae
Verbascum varciorovae är en flenörtsväxtart som beskrevs av Erasmus Iuliu Nyárády. Verbascum varciorovae ingår i släktet kungsljus, och familjen flenörtsväxter. Inga underarter finns listade i Catalogue of Life.